# كيث هيرون
كيث هيرون (بالإنجليزية: Keith Herron)‏ مواليد 14 يونيو 1956 في ممفيس، هو لاعب كرة سلة أمريكي سابق. بدأ مسيرته الاحترافية في سنة 1978. تم اختياره من قبل فريق بورتلاند ترايل بلايزرز خلال الدرافت. يبلغ طوله 6 قدم 6 بوصة (2.0 م). اعتزل اللعب في 1982. أحرز خلال مسيرته في الإن بي إيه 1219 نقطة بمعدل 9.8 نقاط في المباراة الواحدة.

## المسيرة الاحترافية
لعب مع أتلانتا هوكس في موسم 1978–1979، ثم لعب مع ديترويت بيستونز في موسم 1980–1981، ثم لعب مع كليفلاند كافالييرز في موسم 1981–1982.

## روابط خارجية
- كيث هيرون على موقع إن بي أي (الإنجليزية)
- كيث هيرون على موقع سبورتس رفرنس (الإنجليزية)
- كيث هيرون على موقع كلية كرة السلة في سبورتس رفرنس.كوم (الإنجليزية)
- كيث هيرون على موقع ريلجم (الإنجليزية)
- كيث هيرون على موقع بروبوليرز (الإنجليزية)